# 西大路通

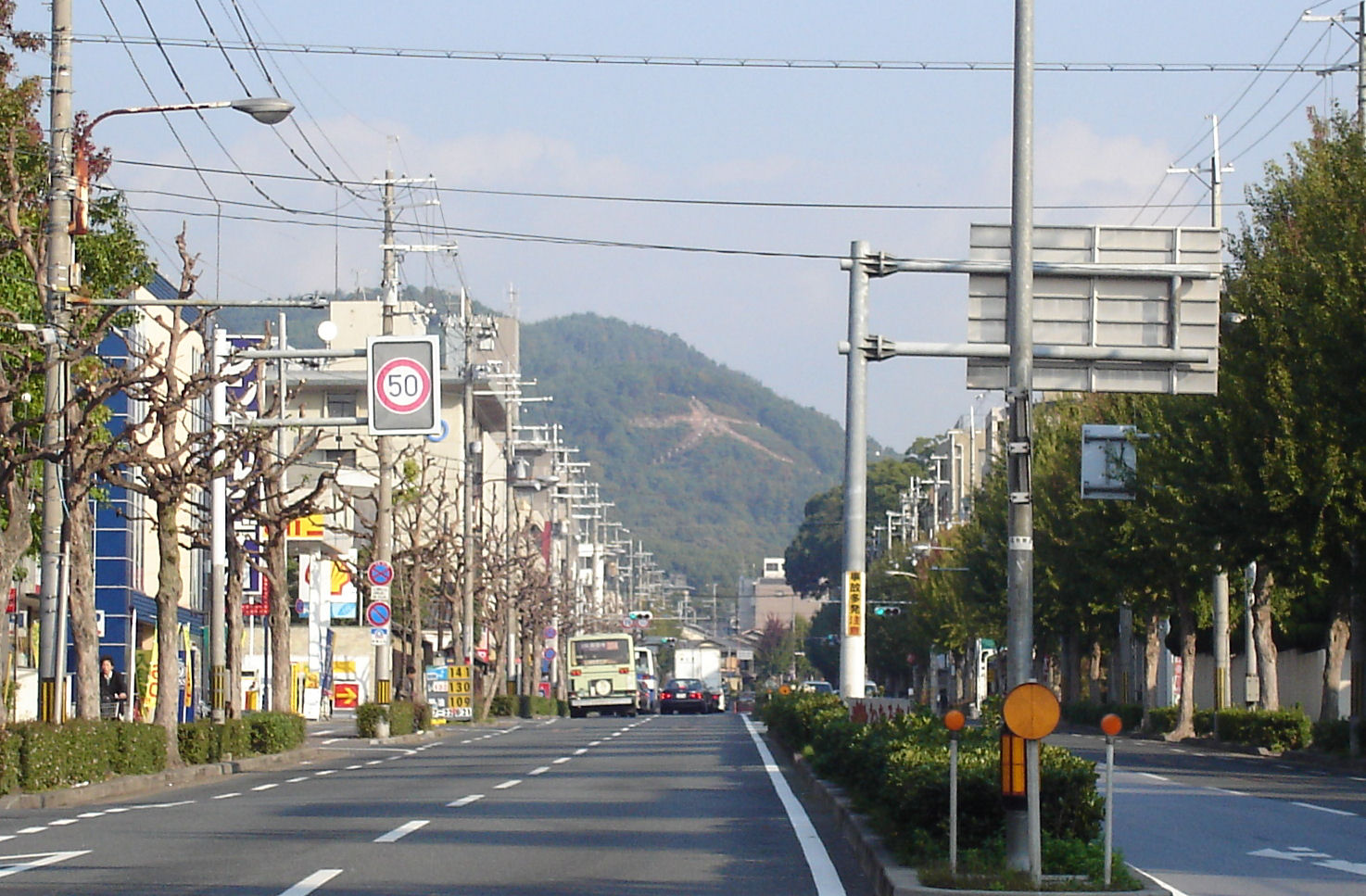
西大路通、白梅町から望む左大文字

西大路通（にしおおじどおり）は、京都市中心市街地の西部に位置する主要な南北の通りの一つ。北は北大路通から南は十条通まで。一条から三条間は平安京の野寺小路に相当する。

## 概要
明治末期から大正期にかけて行われた京都市三大事業での道路拡張に続き、市区改正道路（都市計画道路）として、京都市電の敷設とともに昭和初期に開通した比較的歴史の浅い通りである。1939年（昭和14年）に北大路通-九条通が開通し、その上を走る京都市電西大路線も、未開通であった円町-白梅町がつながることによって1943年（昭和18年）に開通した。その後、市電は1978年（昭和53年）に廃止された。
ほぼ南北を向いており、九条あたりから北では、真北に五山送り火のひとつ左大文字を望むことができる。
右京の衰退以来、都の中心から外れ、一部を除いて豊臣秀吉が築いた御土居の外側、洛外に位置することになった。西院（西大路四条）、西七条（西大路七条）などの交差点付近の地域名は、かつての葛野郡時代の村の名前である。
また、西大路八条には平清盛八条殿跡の碑がたてられた若一神社がある。そこのクスノキは切ると平清盛の祟りがあるとのことで、京都市電を通すときも避けられたという。そのため、市電が廃止された現在でも西大路通はそこの部分だけ蛇行している。
五条通から北、北大路通までがマラソン、駅伝のコースとしてよく利用される。西大路五条の西に西京極陸上競技場があり、そこを起点終点とすることが多いためである。

## 沿道の施設

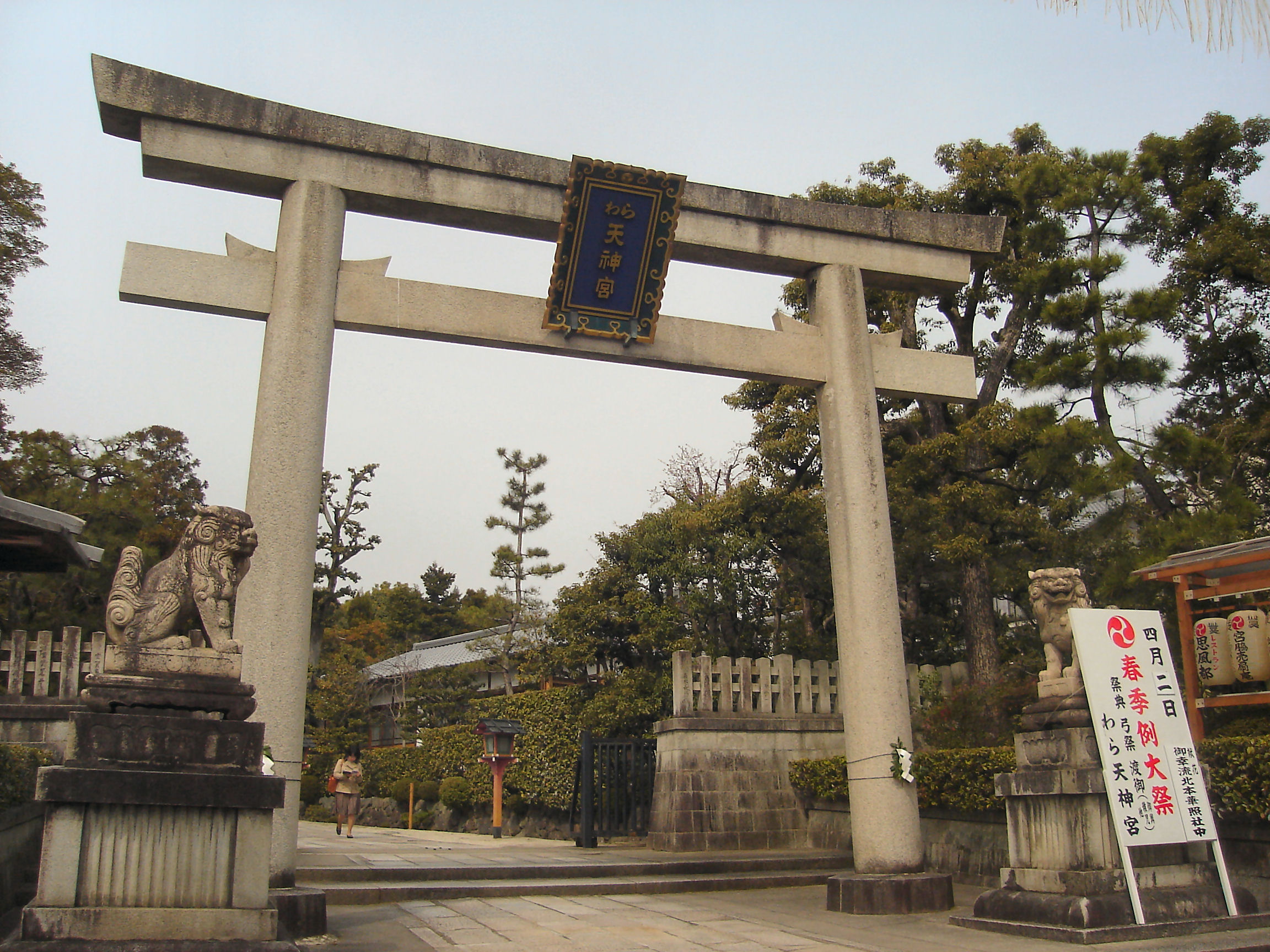
西大路通に面した、わら天神宮鳥居

「東入」「西入」は交差する通りを入ることを意味し、西大路通に面していない。
- 金閣寺 - 金閣寺前交差点（鞍馬口通）西入
- わら天神（敷地神社） - 盧山寺通上ル
- 平野神社 - 上立売通上ル（正面は反対側、東面の平野道）
- 京福電気鉄道北野線 - 北野白梅町駅 - 北野白梅町交差点（今出川通）西面
- イズミヤ白梅町店 - 北野白梅町交差点南西角
- 山陰本線（嵯峨野線） - 円町駅 - 円町交差点（丸太町通）下ル西入または佐井通丸太町下ル
- 京都市営地下鉄東西線 - 西大路御池駅 - 御池通
- 京福電気鉄道嵐山本線 - 西大路三条駅 - 三条通
- 島津製作所三条工場 - 三条通西入北側
- 阪急電鉄 - 西院駅 - 四条通南西角
- 京都市立病院 - 五条通東入（御前通から西土居通）
- 京都府中小企業会館 - 中堂寺南通南東角
- ボークス本社（旧ロプロ本社）
- ワコール
- 日本新薬本社 - 梅小路通西入
- 東海道本線 - 西大路駅
- イオン洛南ショッピングセンター - 十条通上ル

## 路線情報

### 路線名
西大路通の全区間（北大路通-十条通）が、東山三条交差点を起点に東大路通、北大路通、西大路通、十条通を経て竹田街道十条交差点に至る主要地方道である京都市道181号京都環状線になっている。

### 交差する主要な道路
- 上側が北側、下側が南側。左側が西側、右側が東側。
- 交差する道路の特記がないものは主要地方道を除く市道。

| 交差する道路 西← 西大路通 →東          | 交差する道路 西← 西大路通 →東                   | 交差する場所 | 交差する場所   |
| -------------------------------------- | ----------------------------------------------- | ------------ | -------------- |
| 市道181号京都環状線<北大路通>          |                                                 |              |                |
| 市道183号衣笠宇多野線 <鞍馬口通>       | <鞍馬口通>                                      | 北区         | 金閣寺前       |
| <廬山寺通>                             | <廬山寺通>                                      | 北区         | わら天神前     |
| <上立売通>                             | <上立売通>                                      | 北区         | 平野神社前     |
| <今出川通>                             | 府道101号銀閣寺宇多野線 <今出川通>              | 北区         | 北野白梅町     |
| 府道101号銀閣寺宇多野線 <一条通>       | <一条通>                                        | 北区         | 西大路一条     |
| <仁和寺街道>                           | <仁和寺街道>                                    | 北区         | 大将軍         |
| 府道129号花園停車場大将軍線 <妙心寺道> | <妙心寺道>                                      | 中京区       | 西大路妙心寺道 |
| 市道187号鹿ヶ谷嵐山線 <丸太町通>       | 市道187号鹿ヶ谷嵐山線 <丸太町通>                | 中京区       | 円町           |
| <太子道>                               | <太子道>                                        | 中京区       | 西大路太子道   |
| <御池通>                               | <御池通>                                        | 中京区       | 西大路御池     |
| 府道112号二条停車場嵐山線 <三条通>     | 府道112号二条停車場嵐山線 <三条通>              | 中京区       | 西大路三条     |
| 市道186号嵐山祇園線 <四条通>           | 市道186号嵐山祇園線 <四条通>                    | 右京区       | 西大路四条     |
| <高辻通>                               |                                                 | 右京区       |                |
| 国道9号 <五条通>                       | 国道9号 <五条通>                                | 右京区       | 西大路五条     |
| <花屋町通>                             | <花屋町通>                                      | 下京区       | 西大路花屋町   |
| 府道113号梅津東山七条線 <七条通>       | 府道113号梅津東山七条線 <七条通>                | 下京区       | 西大路七条     |
| 府道142号沓掛西大路五条線 <八条通>     | <八条通>                                        | 下京区       | 西大路八条     |
| 国道171号 <九条通>                     | 国道171号 <九条通>                              | 南区         | 西大路九条     |
| <御前通> 久世橋通御前・久我橋方面      | 市道181号京都環状線 <十条通> 名神・国道十条方面 | 南区         | 西大路十条     |

### 交通量
2005年度（平成17年度道路交通センサスより）
平日24時間交通量（台）
- 下京区西大路八条上ル七条御所ノ内本町：45,852